# 鈴木笑里
鈴木 笑里（すずき えみり、10月16日 - ）は、日本のタレント、司会者、モデルである。千葉県館山市出身。株式会社アイミーマイン所属。
2013年にデビュー。2015年度、初代館山市観光PR大使、2016年度ポートクイーン千葉（千葉県親善大使、前身はミス千葉）を務める。

## 略歴
千葉県館山市で誕生。
千葉県立木更津高等学校を卒業。
明治大学に入学。
入学後から大学公認サークル「明治大学ポケモン研究会」（通称"MPK"）に所属。企画力に長け、株式会社ポケモンの協賛のもと全国ポケモンサークルサミットを開催した実績をもつ。現在の大学ポケモンサークル発展の礎を築いた人物の一人である。
その後、大学在学中に千葉県館山市南総里見まつりのヒロイン伏姫役に抜擢され、館山市観光PR大使初代伏姫ガールズを務める。
明治大学を卒業。
大学卒業後、第63代千葉県親善大使「ポートクイーン千葉」（前身はミス千葉）に選ばれる。

## 出演

### イベント司会
- ポケットモンスターLet's Go! ピカチュウ・Let's Go! イーブイ 発売前イベント
- ポケットモンスターLet's Go! ピカチュウ・Let's Go! イーブイ 発売記念イベント
- ポケットモンスターLet's Go! ピカチュウ・Let's Go! イーブイ サウンドトラックCD 発売記念イベント
- ポケットモンスターLet's Go! ピカチュウ・Let's Go! イーブイ 発売記念あばれる君トークショー
- ポケモンジャパンチャンピオンシップス
- ポケットモンスターソード・シールド 発売記念イベント
- ポケモンジャパンチャンピオンシップス ポケモンGO部門 ポケモンセンター予選大会
- 東京ゲームショウ(TGS)
- 東京インターナショナルギフトショー
- 東京おもちゃショー
- ミスド・ポケモン・もっといいことあるぞ発表会 オンラインクリスマスファンイベント

### インターネットラジオ
- 鈴木笑里のSMILE☆for you（2016年〜みなラジ）